# Llista d'abats de Santa Maria de Gerri
La Llista d'abats de Santa Maria de Gerri enumera tots els abats del monestir benedictí de Santa Maria de Gerri.

## Abats de Gerri
- Espanell, 807
- Trasilà, 839
- Godemir, 908-910
- Levegeled, 910
- Garsetó, 923
- Ató Bonfill, 947-970
- Ígila I, 970-981
- Miró, 981-985
- Ígila II, 1010
- Arnau Baró, 1012-1033
- Bernat, 1035-1055
- Ponç, 1055
- Ugbert, 1070
- Arnau II, 1076-1081
- Ponç II, 1083
- Arnau Rocolf, 1085-1086
- Pere Roger, 1087-1089
- Pere Ricolf, 1089
- Pere Roger, 1090-1092
- Teudall (prior), 1092

### Abats marsellesos
- Ponç III, 1098-1106
- Ponç IV, 1106-1111
- Joan, 1115
- Berenguer, 1116-1119
- Guillem Barnet, 1129-1137
- Ponç V, 1139-1176
- Hug, 1178-1203
- Ponç VI, 1204-1217
- Guillem, 1220-1221
- Frèdol, 1224-1231
- Bernat II, 1232-1243
- Enric, 1244-1246
- Ponç VII (frare marsellès), 1247-1252
- Ramon I, 1257-1261
- Sanç Aner, 1274-1306
- Ramon de Peramea, 1307-1344
- Arnau Jaulesi, 1348-1364
- Berenguer d'Erill i de Pallars (monjo de Montserrat i bisbe de Barcelona), 1365-1369
- Jaume de Sarrovira, 1370-1421
- Pasqual de Cuberes (deposat), 1423-1453

### Abats comendataris
- Arnau Roger de Pallars (bisbe d'Urgell), 1454-1461
- Ramon Cella (paborde major de Sant Miquel de Cuixà), 1461-1465
- Gabriel Miquel (paborde de Sant Pere de Galligants i prior de Santa Maria de Cervià), 1466-1524
- Joan Margarit, 1524-1534
- Joan de Pomar, 1534-1541
- Pere Farrera, 1441-1543
- Bernat Cardona, 1543-1556
- Mateu Gallart, 1556-1558
- Agustí Gallart, 1558-1589
- Lluís Sanç (bisbe de Solsona), 1612
- Juan Álvaro (bisbe de Solsona i abat del Monestir de Veruela), 1623
- Miguel de los Santos de San Pedro (bisbe de Solsona), 1630

### Abats gerrencs
- Miquel Salabreña, 1634
- Joan Baptista de Castro, 1643
- Manuel Armengo, 1658
- Felip de Bestruç, 1661
- Jaume Mardí (prior), 1671-1679
- Benet de Sala i de Caramany, 1691-1699
- Josep Llegat (infermer i prior), 1699
- Francesc de Cordelles, 1699-1739
- Francesc de Vives i Ximénez (prior), 1739-1740
- Francisco de Miranda Testa y de Cetina 1741-1760
- Felip de Vies i Quintana, 1760-1762
- Josep d'Areny i de Cartellà, 1762-1782
- Pere de Moner (prior), 1782-1784
- Joan Baptista d'Olmera, 1786-1788
- Jaume d'Espona (prior), 1788-1791
- Benet Jaume de Romeu i Cerezo, 1791-1793
- Jaume d'Espona (prior), 1793
- Francesc de Puig, 1793-1795
- Jaume d'Espona (prior), 1796-1797
- Benet d'Olmeda i Desorat, 1797-1716
- Josep de Jordna i d'Areny (prior), 1816
- Alexandre de Salinas, 1818-1822
- Antoni de Gudell i de Pinies, 1826-1835